# Plateformes Volkswagen
 (janvier 2013).
 (janvier 2013).
Si vous disposez d'ouvrages ou d'articles de référence ou si vous connaissez des sites web de qualité traitant du thème abordé ici, merci de compléter l'article en donnant les références utiles à sa vérifiabilité et en les liant à la section « Notes et références ».
Depuis les années 1970, le Groupe Volkswagen a mis en place un système de plateformes techniques communes destinées à être partagées entre ses différentes marques.
Les premières plateformes étaient désignées par une nomenclature alphanumérique, dans laquelle une lettre (telle que A, B, C ou D) indiquait la catégorie ou la taille du véhicule, tandis qu’un chiffre permettait d’identifier les différentes générations au sein de cette même catégorie.
Au fil du temps, cette convention a été progressivement abandonnée au profit de dénominations plus complexes, reflétant une approche modulaire et interdisciplinaire du développement automobile.
Les plateformes développées par le Groupe Volkswagen sont susceptibles d’être utilisées par une ou plusieurs marques du groupe, favorisant ainsi la standardisation, la réduction des coûts et l’optimisation des processus de production.

## Codes de plateformes

### Codes originaux
- Série A0 - Petite Polyvalente (Audi 50, Volkswagen Polo, SEAT Ibiza, SEAT Córdoba, Škoda Fabia)
- Série A - Compacte (Audi A3, Audi TT, VW Golf, VW Jetta, VW Eos, VW Tiguan, VW Touran, VW Scirocco, SEAT León, SEAT Toledo, SEAT Altea, Škoda Octavia)
- Série B - Familiale (Audi 80, Audi 90, Audi A4, Volkswagen Passat, SEAT Exeo, Škoda Superb)
- MLB/MLP (Audi A4 (B8), Audi A5, Audi Q5)
- Série C - Routière (Audi 100/200, Audi A6, Audi A6 allroad quattro)
- Série D - Limousine (Audi V8, Audi A8, Bentley Continental GT, Volkswagen Phaeton)
- B-VX62 (en collaboration avec Ford) - Monospace (Volkswagen Sharan, SEAT Alhambra, Ford Galaxy)
- Série T - Minifourgonnettes (Volkswagen Transporter, Volkswagen Eurovan)
- Série LT/T1N - Véhicules commerciaux légers (Volkswagen LT)

Certaines désignations de série B sont ambiguës. Parfois, le nom de plateforme est utilisé pour désigner deux modèles différents qui ne partagent pas une plateforme commune.

### Codage actuel
- PQ24 - Petites Polyvalentes (Volkswagen Polo (9N), SEAT Ibiza (6L), Škoda Fabia (6Y))
- PQ25 - Petites Polyvalentes (Volkswagen Polo (6R), SEAT Ibiza (6J)), Audi A1
- PQ34 - Compactes (Audi A3 (8L), Volkswagen Golf (1J), SEAT León (1M), Škoda Octavia (1U))
- PQ35 - Compactes (Audi A3 (8P), Volkswagen Golf (1K), SEAT León (1P), Škoda Octavia (1Z))
- PL45 - Routières (Audi A4 (8D), Volkswagen Passat (3B)
- PL45+ - Routières (Volkswagen Passat Lingyu, Škoda Superb (3U)
- PQ46 - Routières (Škoda Superb (3T)
- PL46 - Routières (Audi A4 (8E), SEAT Exeo
- PL71 - Sport Utilitaires (SUVs)(Audi Q7, Porsche Cayenne, Volkswagen Touareg)

## Système de composant modulaire (Modular component systems)

### Détails des plateformes
A01
- Audi 50 (Type 86) (1974-1978)
- Volkswagen Polo Mk1 (Typ 86) (1975-1981)
- Volkswagen Derby (Typ 86) (1977-1981)

A02
- Volkswagen Polo Mk2/Polo Classic/Derby (Type 86C) (1982-1993)

A03
- SEAT Ibiza Mk2 (Type 6K, 1993-2002)
- SEAT Córdoba Mk1 (Type 6K/6KC/6KV, 1993–2002)
- Volkswagen Polo Mk3 (Type 6N/6KV, 1994-2002)
- Volkswagen Polo Playa (1996-2002)
- SEAT Inca van (Type 6K9)
- Volkswagen Caddy van (Type 9K, 1997-2003)

A04 (PQ24)
- Škoda Fabia Mk1 (Type 6Y, 1999-2007)
- Volkswagen Polo Mk4 (Type 9N, 2001-on)
- SEAT Ibiza Mk3 (Type 6L, 2002-2008)
- SEAT Córdoba Mk2 (Type 6L, 2002-2006)
- Volkswagen Fox (Type 5Z, 2004-on)
- Škoda Fabia Mk2 (Type 5J, 2007-on)
- Volkswagen Gol Mk5 (2008-présent)

A05 (PQ25)
- SEAT Ibiza Mk4 (Type 6J, 2008-on)
- Volkswagen Polo Mk5 (Type 6R, 2009-on)
- Audi A1 (2010-on)

A00
Cette plateforme est en fait une version raccourcie de la plateforme A03.
- Volkswagen Lupo (Type 6X/6E, 1998-2005)
- SEAT Arosa (Type 6H, 1997-2005)

### Groupe A
| A1 | A2 | A3                                                          | A4 (PQ34) | A5 (PQ35) |
| --- | --- | ----------------------------------------------------------- | --- | --- |
| VW Golf Mk1/Rabbit Mk1 (17) Cabriolet (17) VW Jetta Mk1 (17) Volkswagen Caddy (pickup truck) (14) VW Scirocco I (53) VW Scirocco II (53B) | Volkswagen Corrado (53I) (hybrid platform with B3) VW Golf Mk2 (19E) VW Jetta II (19E) SEAT Toledo Mk1 (1L) Chery A15 | VW Golf Mk3 (1H) VW Cabrio Mk3 (1E) VW Jetta/Vento III (1H) | Audi A3 Mk1 (8L) Audi TT Mk1 (8N) VW Golf Mk4/VW R32 (1J) VW Bora/Jetta IV (1J) VW Lavida VW New Beetle (1C/1Y/9C) SEAT León Mk1 (1M) SEAT Toledo Mk2 (1M) Škoda Octavia Mk1 (1U) | Audi A3 Mk2 (8P) Volkswagen Touran (1T) Volkswagen Caddy (2K) SEAT Altea (5P) Volkswagen Golf Mk5 / GTI / R32 / Rabbit Mk5 (1K) Škoda Octavia Mk2 (1Z) Volkswagen Golf Plus (5M) SEAT Toledo Mk3 (5P) Volkswagen Jetta Mk5 (1K) SEAT León Mk2 (1P) Audi TT Mk2 (8J) Volkswagen Eos (1F) Volkswagen Tiguan (5N) Volkswagen Scirocco (13) Audi Q3 Volkswagen Golf Mk6 (5K) |

### Groupe B
- B1 (1974-1988)

Une plateforme dérivée de la marque Audi. La première Passat partage plusieurs systèmes mécaniques, incluant la disposition longitudinale du moteur avec l'Audi 80 (Audi Fox aux É.U.).
- BX (1980-1993)

La plateforme BX, développée dans la filiale brésilienne de Volkswagen, est aussi une très proche dérivée de l'Audi 80. Cette plateforme fut utilisée pour la Volkswagen Gol, la Voyage (Gacel ou Senda en Argentine, Fox aux É.U.), Parati (Amazon aux États-Unis), le Saveiro (pickup) et la Furgão (minifourgonnette).
La Golf/Fox possédait à l'origine un moteur quatre cylindres refroidi à l'air (venant de la Coccinelle), et finalement reçut un moteur plus moderne refroidi à l'eau, vendu pour la première fois en Amérique du Nord en 1987. La plateforme BX a été re-stylisée en 1987 et en 1991.
- B2

Encore une plateforme dérivée d'Audi, cette fois fondée sur l'Audi 80/4000, et utilisant encore la disposition longitudinale du moteur. Sur certains modèles européens, on y retrouva aussi le système quatre roues motrices Quattro, rebaptisé Syncro pour les voitures Volkswagen.
La Santana, ainsi que la Gol, sont encore vendues dans certains pays.
- B3

La Passat B3 fut la première voiture de plateforme B à porter le nom de Passat en Amérique du Nord. Elle fut aussi la première Passat avec une plateforme désignée indépendamment des modèles Audi. Par contre, le design vint fortement de la plateforme A" de VW.
La désignation B3 est aussi utilisée faisant référence à la version Type 89 de l'Audi 80/90 (1987-1992) et "Type8B" de l'Audi Coupé et l'Audi S2. Pourtant, elles ne sont pas bâties sur la même plateforme que la Passat B3.
- B4

La Passat B4 est en fait une B3 restylisée (et le fait de posséder sa propre appellation de plateforme est controversé), restant pratiquement mécaniquement identique, mais totalement nouvelle au point de vue carrosserie, en plus de posséder un intérieur actualisé.
La désignation B4 est aussi utilisée faisant référence à la version Type 8C de l'Audi 80 et de l'Audi RS2 produits entre 1991 et 1994. Cependant, elles ne sont pas bâties sur la même plate-forme que la Passat B4.
- B5
- B6
- B7
- B8

| B1 | BX | B2 | B3 | B4                                                         |
| --- | --- | --- | --- | ---------------------------------------------------------- |
| VW Passat B1 / VW Dasher (Type 32, 1974-1981; 1975-1988 au Brésil) Audi 80 (Type 80, 1973–1976) Audi 80 (Type 82, 1977–1978) | VW Gol MK1 VW Voyage (Gacel ou Senda en Argentine, Fox en Amérique du Nord) VW Parati (Amazon ou Fox Wagon aux É.U.) VW Saveiro VW Furgão | Volkswagen Passat B2 (Type 32B, 1981-1988; 1982-1988 aux É.U. où elle fut vendue comme "Quantum") Audi 80 and 90 (Type 81, 1979–1987) Audi 4000CS quattro (Type 85, 1984–1987) Audi Coupé (Type 85, 1981–1987) Audi Quattro (Type 85, 1981–1991) Audi Sport Quattro (1984–1987) Volkswagen Gol génération 2 à génération 4 (1994-présent) Volkswagen Santana (1984-2006) | Volkswagen Passat B3 (Type 35i, 1988-1993; 1990-1994 aux É.U.) Volkswagen Corrado (1988-1995, plateforme hybride avec la A2) | Volkswagen Passat B4 (Type 35i, 1993-1996; U.S. 1995-1997) |

| B5 (PL45) | B6 | B7 (PL46) | B8                                                                                |
| --- | --- | --- | --------------------------------------------------------------------------------- |
| PL45 Audi A4 (Type 8D, 1996-2002) Audi S4 (Type 8D, 1997-2002) Volkswagen Passat B5 (Type 3B, 1996-2001) Audi RS4 Avant (Type 8D, 2000-2001) Volkswagen Passat B5.5 (Type 3BG, 2001-2005) PL45+ Volkswagen Passat Lingyu B5 (1999-présent; version allongée pour le marché chinois) Škoda Superb (Type 3U, 2002-2008) | PL46 Audi A4 (Type 8E/8H, 2001-2005) Audi S4 (Type 8E/8H, 2003-2005) PQ46 Volkswagen Passat (Type 3C, 2006-) Volkswagen Passat CC (Type 3C8, 2009-) Skoda Superb II (Type 3T, 2008-) | Audi A4 (Type 8EC/8ED/8HE, 2005-2008) Audi S4 (Type 8EC/8ED/8HE, 2006-2008) Audi RS4 (Type 8EC/8ED/8HE, 2006-2008) SEAT Exeo (2009-présent) | Audi A5 (Type 8T, 2007-présent) Audi A4 (Type 8K, 2008-) Audi Q5 (Type 8R, 2009-) |

### Groupe C
| C1 | C2 | C3 | C4 | C5 | C6 |
| -- | -- | -- | -- | -- | -- |
|    |    |    |    |    |    |

### Groupe D
| D1/D11 | D2 | D3 | D1 |
| ------ | -- | -- | -- |
|        |    |    |    |

### Groupe T
- T1
- T2
- T3
- T4
- T5

### Modular Component Systems
- MQB
- MLB
- MHB

### Modular Electrification Toolkit
- MEB (Modularer E-Antriebs Baukasten), pour les véhicules électriques.
- MEB+[2]

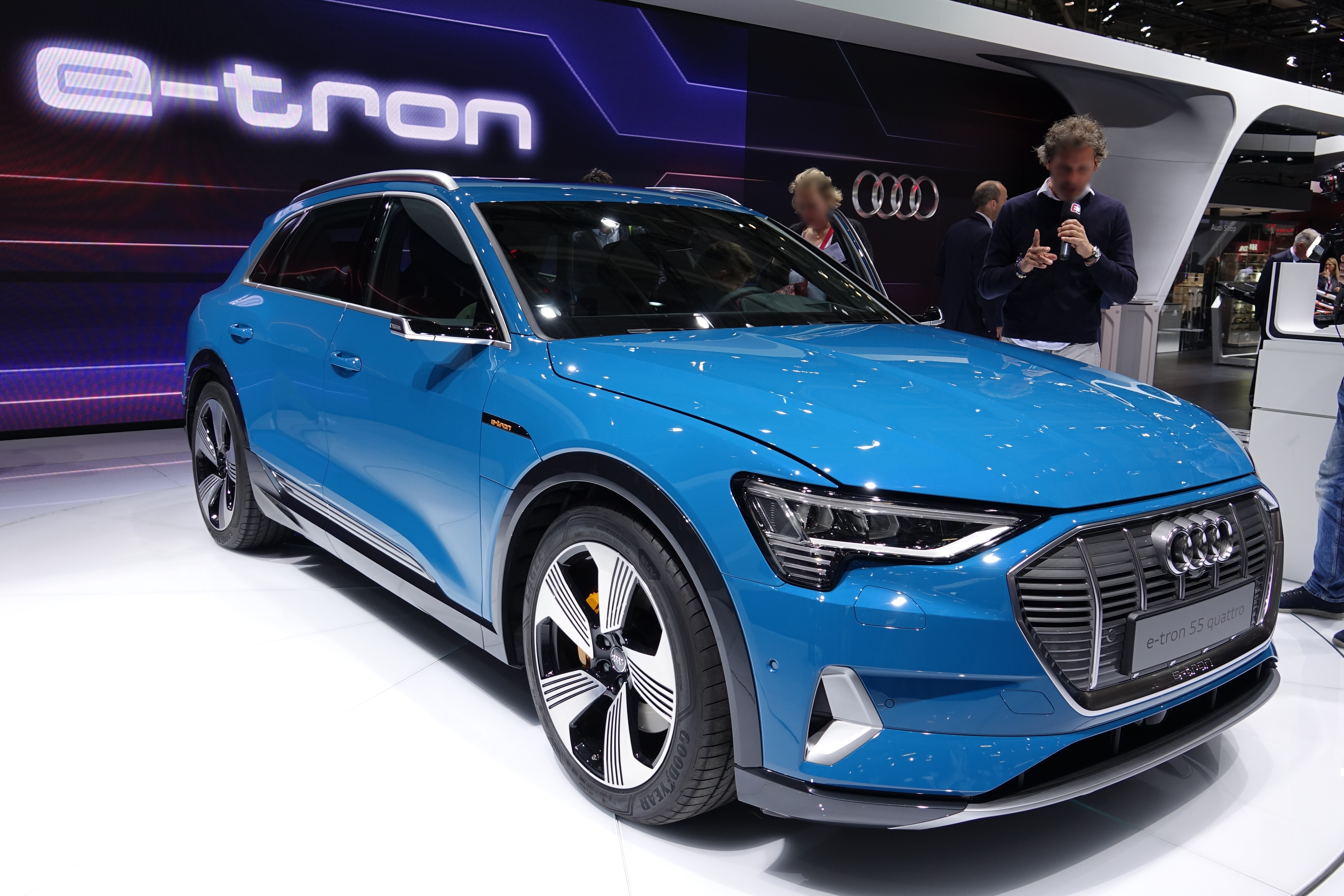
Audi e-tron quattro
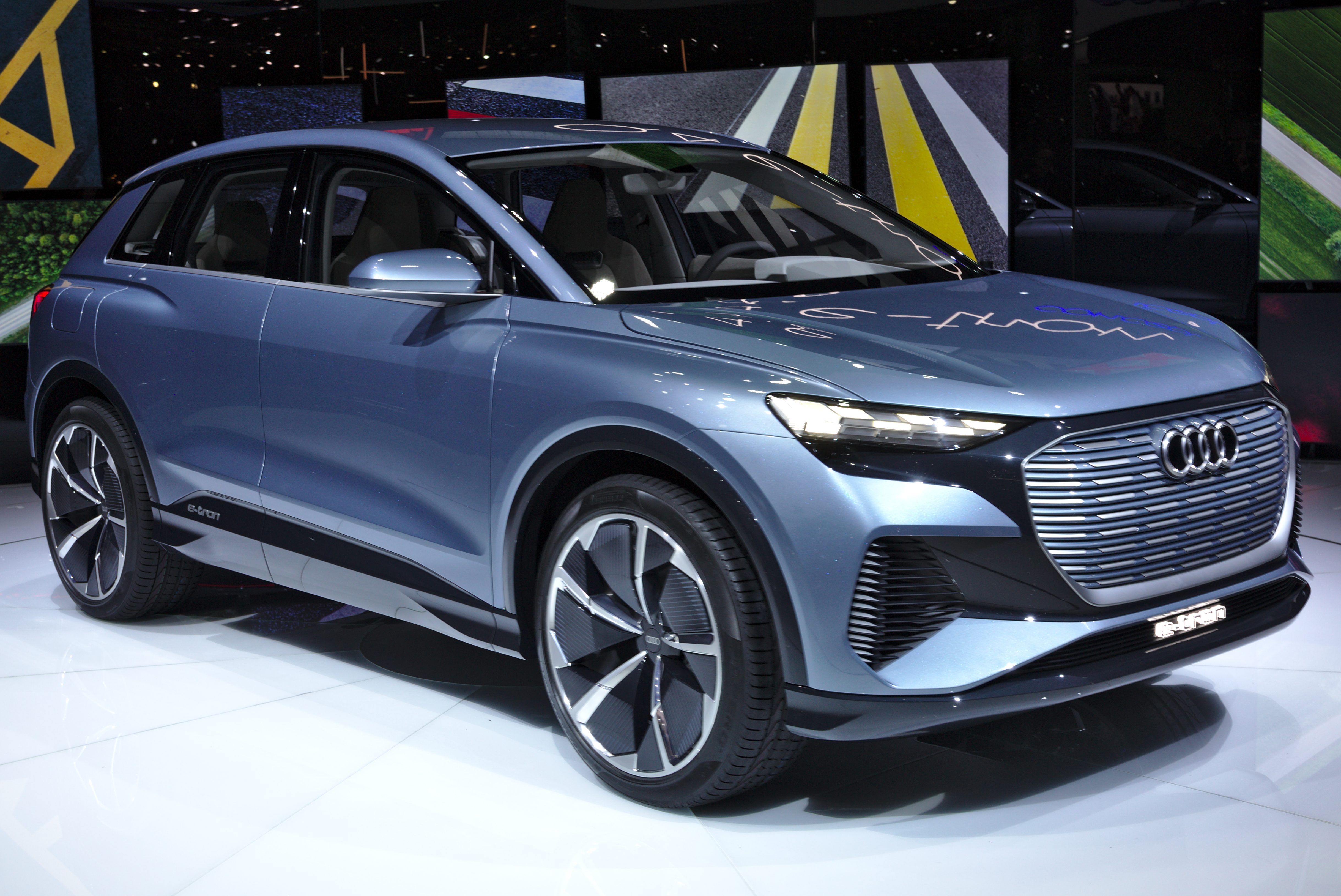
Audi Q4 e-tron concept
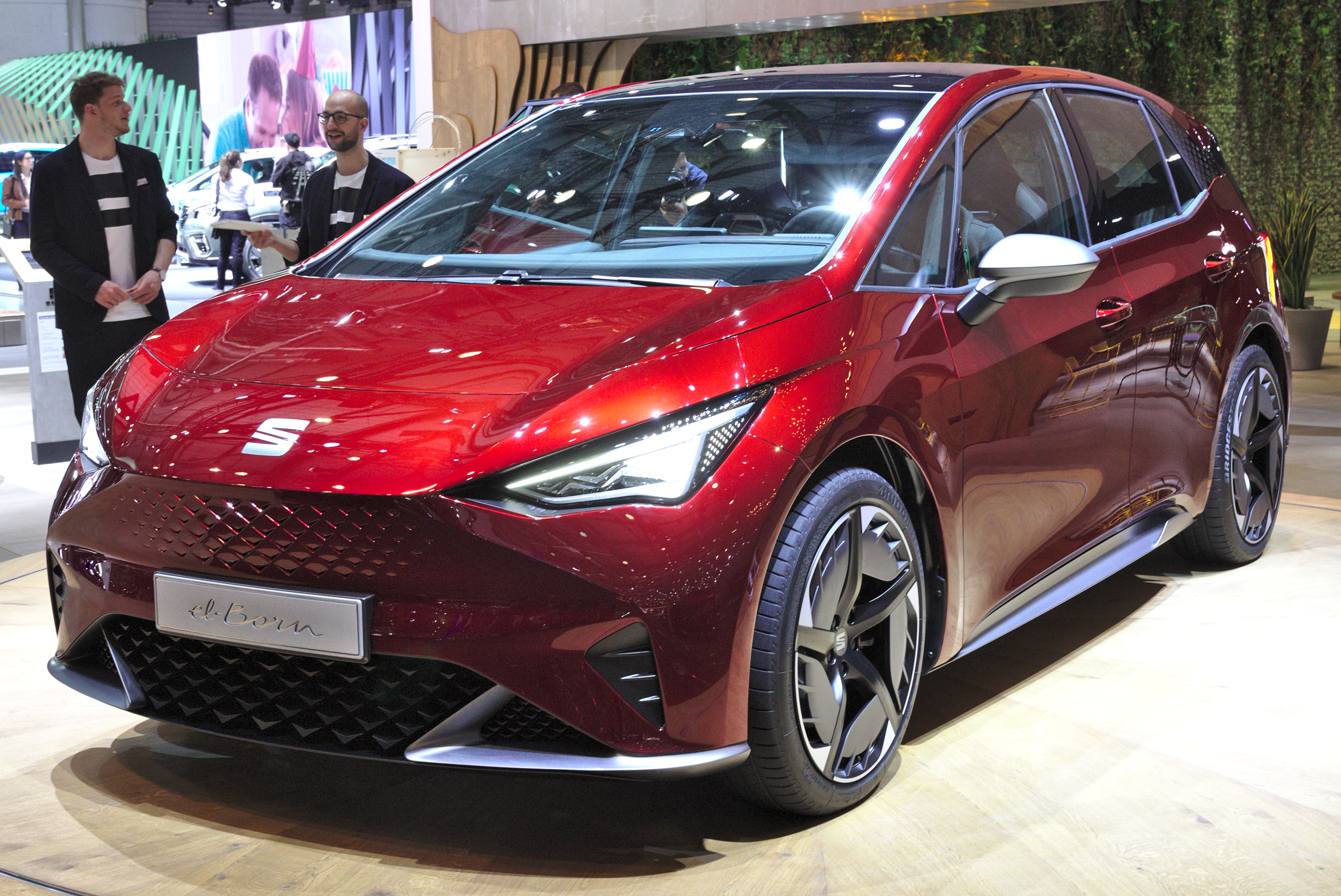
Seat el-Born concept
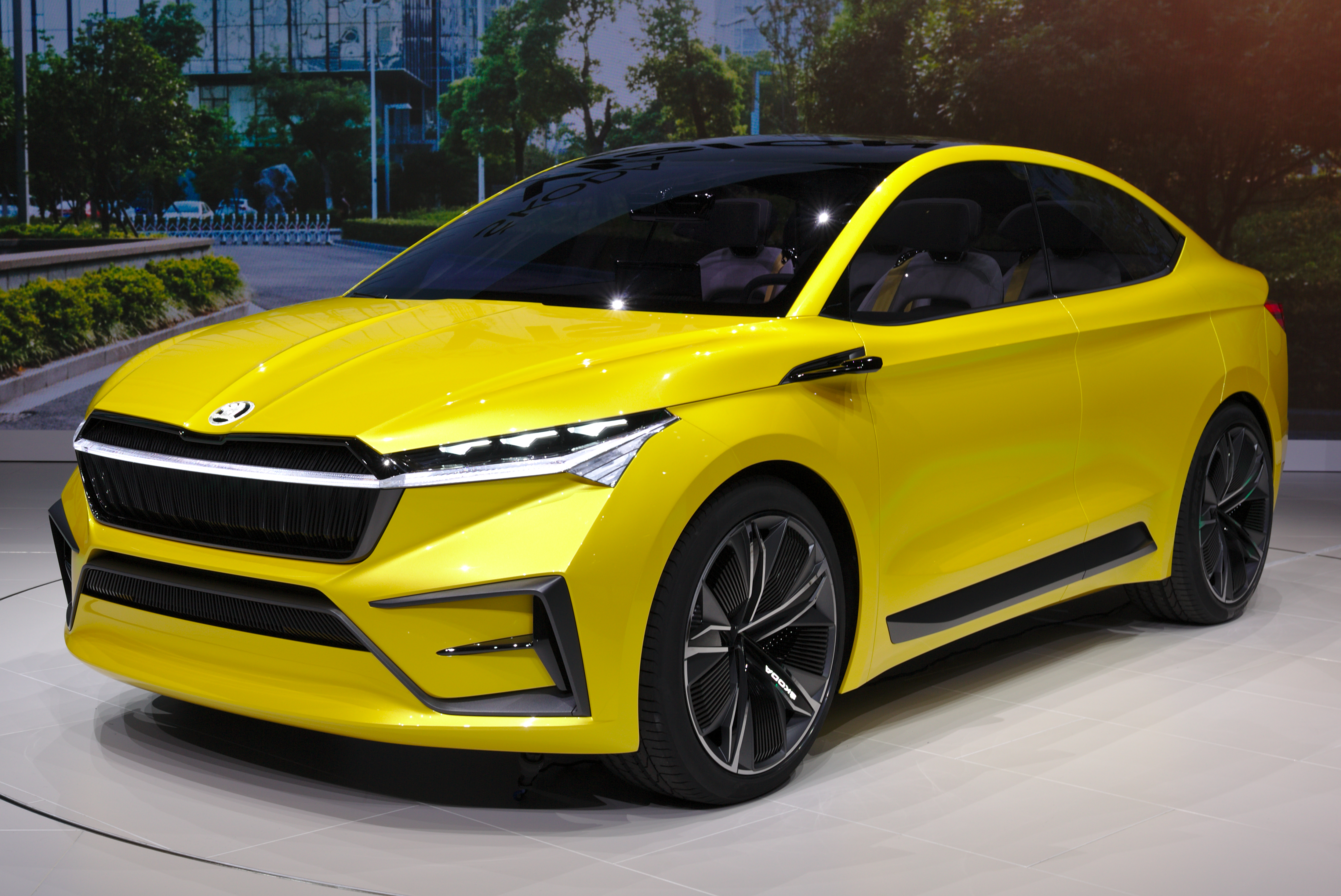
Škoda Vision iV concept
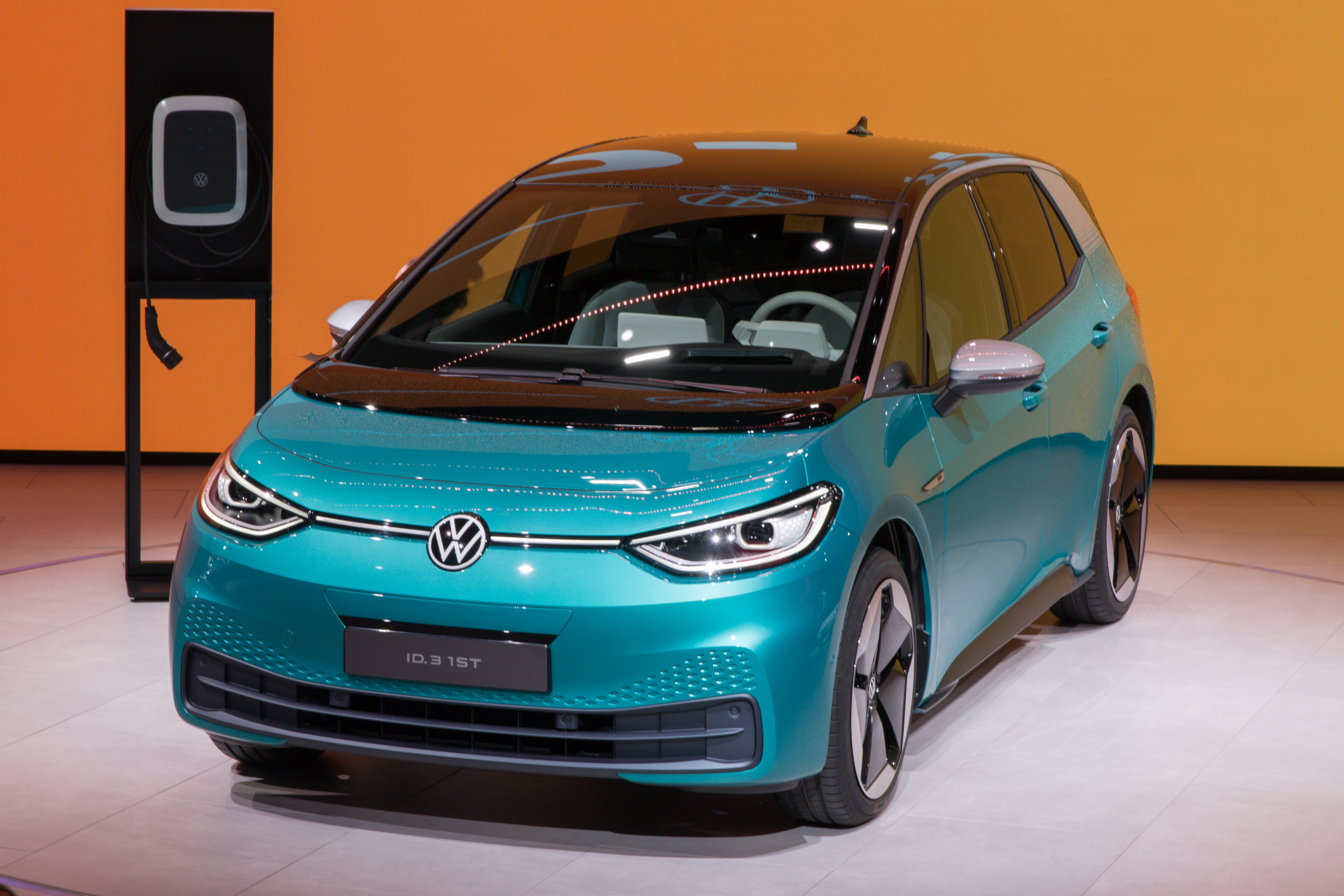
Volkswagen ID.3

### Autres

#### B-VX62
La plateforme Volkswagen B-VX62, aussi appelée  plateforme VX62, est une plateforme automobile partagée entre plusieurs marques de minifourgonnettes dans le marché exclusivement européen.
Elle fut développée en collaboration entre Volkswagen AG et Ford Europe. Elle est utilisée par Volkswagen pour ses mini fourgonnettes de marque Volkswagen et Seat. Tous les véhicules de la plateforme B-VX62 sont construits à l'usine AutoEuropa au Portugal.
Véhicules de la plateforme B-VX62
- Volkswagen Sharan (Typ 7M)
- Seat Alhambra (Typ 7V)
- Ford Galaxy (1995-2006)

#### LT2/T1N
La plateforme LT2, appelée T1N pour Mercedes-Benz (Sprinter), est la plateforme à la base des LT2 et Sprinter 1, des utilitaires conçus pour utilisation commerciale.
Véhicules de la plateforme LT2/T1N
- Volkswagen LT2 (Type 2D) (1996-2006)
- Mercedes-Benz Sprinter T1N (code W901-5) (1995-2006)

#### PL71
La plateforme Volkswagen PL71 est partagée entre plusieurs marques de véhicules utilitaires sport (VUS). Elle fut développée par le groupe Volkswagen et Porsche AG et est utilisée par le groupe Volkswagen pour ses véhicules Audi et Volkswagen. Toutes les voitures de cette plateforme sont fabriquées à Bratislava, Slovaquie.
Véhicules de la plateforme PL71
- Volkswagen Touareg (Typ 7L)
- Porsche Cayenne
- Audi Q7 (Typ 4L)